# Amenophis I.
Amenophis I., auch Amenhotep I., war ein altägyptischer König (Pharao) der 18. Dynastie (Neues Reich) und regierte von 1525 bis etwa 1504 v. Chr. (Jürgen von Beckerath). Er war der Sohn und direkte Nachfolger von Ahmose I.

## Weitere Namen
- Amenhotep (korrekte altägyptische Schreibweise) und
- Amenophis (griech. Schreibweise für Amenemope, für Amenophis lautet sie Amenothes [vgl. Imhotep und Imuthes[1] ]).

## Herkunft und Familie
Amenophis I. war der Sohn von Ahmose I. und Ahmose Nefertari und gehört als letzter männliche Nachfahre aus dem Haus der Ahmosiden verwandtschaftlich noch in die 17. Dynastie. Neben den drei Brüdern Ahmose(-anch), Sa-Amun und Ahmose Sapair hatte er noch sechs Schwestern, von denen Ahmose Meritamun II. seine „Große königliche Gemahlin“ wurde. Die Ehe der beiden blieb kinderlos und nach dem frühen Tod der Ahmose Meritamun übernahm Ahmose Nefertari erneut die Rolle der Königsgemahlin. Eine ihm ebenfalls zugewiesene Gemahlin Ahhotep II. ist nach neuesten Erkenntnissen zu streichen.

## Herrschaft
Einigen Hinweisen zufolge stand Amenophis I. für maximal sechs Jahre in kurzer Mitregentschaft mit seinem Vater. Nach dem Tod von Ahmose übernahm für kurze Zeit Ahmose-Nefertari die Regierungsgeschäfte im Land. Das Erwachsenenalter erreichte er spätestens im 7. Regierungsjahr. Im Jahr 8 heiratete er seine Schwester Meritamun, was ihm nach der Erbprinzessinnen-Theorie eine zusätzliche Legitimierung als Thronnachfolger verschaffte.

### Feldzüge
In seinem 7. und 8. Regierungsjahr ließ Amenophis militärische Kampagnen in Nubien durchführen, die bloß als reine Machtdemonstration dienen sollten, um die einheimische Bevölkerung unter Kontrolle zu halten. Biographien mehrerer Soldaten deuten darauf hin, dass es häufiger zu schwereren Kämpfen gekommen sein muss. Es wird von Gefangennahmen, Sklaven und abgeschlagenen Händen toter Krieger berichtet, die man dem König als Beweis für die Anzahl der besiegten Feinde überreichte.
Amenophis war an den Geschehnissen wahrscheinlich nicht direkt beteiligt, sondern beteiligte sich höchstens beim rituellen Erschlagen eines Nomadenhäuptlings. Eine aus dem 8. Regierungsjahr datierte Stele aus Aniba bezeugt die Tributzahlung von Gold und anderen exotischen Gegenständen an den König. An der südlichen Grenze, die sein Vater bis zur Insel Sai verlegt hatte, ließ Amenophis die ägyptischen Festungen aus dem Mittleren Reich sichern. Eine auf Sai gefundene Statue und beschriftete Blöcke mit dem Namen des Königs und seiner Mutter bezeugen ein Bauprojekt, möglicherweise einen kleinen Tempel.
Den einzigen bekannten Hinweis auf einen Feldzug in Libyen für seine Regierungszeit liefert die Biographie des Offiziers Ahmose Pennechbet, der drei abgeschlagene Hände während einer libyschen Kampagne erbeutete. Einiges deutet darauf hin, dass Amenophis in Vorderasien bis zum Euphrat vorgestoßen sein könnte, obwohl die Beweislage dafür recht dünn ist.

### Baupolitik
Abgesehen von den wenigen militärischen Aktionen verlief die Regierungszeit von Amenophis I. recht friedlich, was die Umsetzung einer Vielzahl größerer Bauprojekte ermöglichte. Er versuchte die Kunst, die Kultur sowie die ideellen Werte aus der Gründungszeit des Mittleren Reiches wiederzubeleben und orientierte sich dabei insbesondere an Mentuhotep II. sowie Sesostris I. und III.

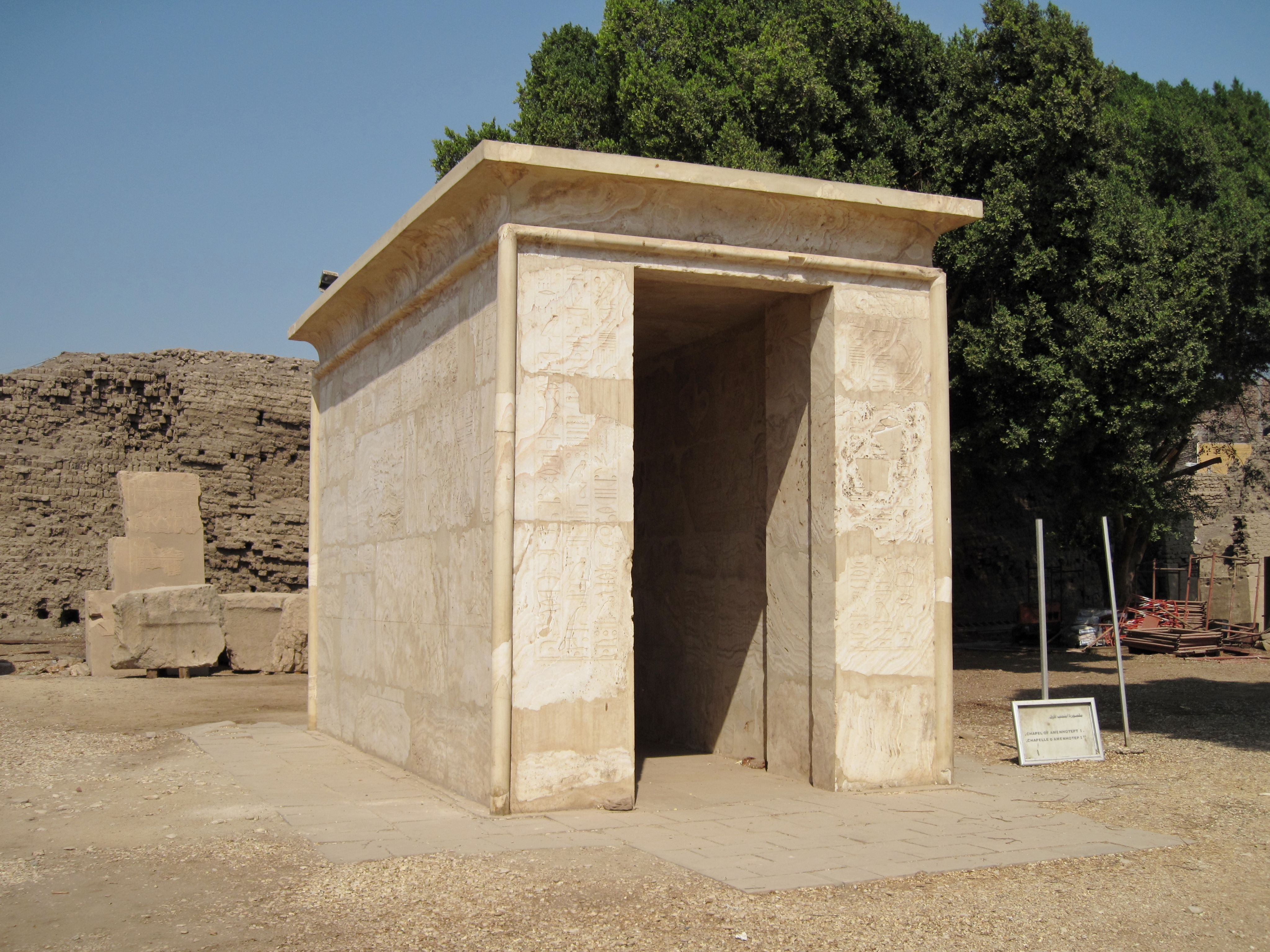
Rekonstruierter Alabasterkiosk in Karnak

In Karnak ließ er ausgehend vom Kernbau des Mittleren Reiches mehrere Tempelbauten und Kapellen errichten. Hervorzuheben sind ein Alabasterkiosk Amun mit bleibenden Denkmälern und eine Replik der „Weißen Kapelle“ von Sesostris I. Viele dieser Bauten wurden später abgetragen und von Amenophis III. als Füllmaterial für den dritten Pylon im Karnak-Tempel verwendet. Der Bau des Kiosks blieb zur Zeit von Amenophis I. unvollendet, erst sein Nachfolger Thutmosis I. schloss ihn ab. Der Kiosk gibt für die Forscher einen Hinweis darauf, dass zwischen Amenophis und Thutmosis eine Mitregentschaft existiert haben könnte.
Auf dem thebanischen Westufer in Deir el-Bahari ließ Amenophis I. den Tempel des Mentuhotep II. aus der 11. Dynastie ausbessern. Schräg gegenüber entstand ein Barkenheiligtum für das Schöne Fest vom Wüstentale. Zusätzlich entstand bei Qurna ein nicht mehr zu lokalisierender Lehmziegel-Tempel, der dem König und seiner Mutter Ahmose-Nefertari geweiht war. Der Zugang zu diesem Tempel war mit einer Reihe von Statuen gesäumt, die den König als Osiris verkleidet gezeigt haben. Diese Sitte, ein Millionenjahrhaus am Prozessionsweg Karnak/Luxor/Deir el-Bahari/Medinet Habu zu errichten, behielten vielen Könige im Neuen Reich bei. Ein weiterer Totentempel wurde auf der Ebene nahe dem königlichen Friedhof in Dra Abu el-Naga errichtet.
In Abydos ließ Amenophis I. die Bautätigkeit am Tempel für Ahmose fortführen und für diesen eine Kalksteinkapelle erbauen. Am Osiris-Tempel wurden einige Rekonstruktionen durchgeführt. Eine Kapelle zu Ehren der Nechbet entstand in el-Kab. Weiter südlich in Uronarti am 2. Nilkatarakt gab der König den Auftrag für einen kleinen Tempel in der Festung des Sesostris III.
Im Norden des Landes lässt sich die Bautätigkeit von Amenophis nur in Serabit el-Chadim auf der Sinai-Halbinsel nachweisen, wo er die Portikus in der „Hathor-Höhle“ im Tempel der Hathor errichten, oder wenigsten wiederherstellen ließ. Archäologen entdeckten dort die beschriebene Steinplatte eines Türsturzes und ein Fragment, das eventuell einen Sims darstellt.

### Verwaltung
Aus der Zeit Amenophis I. sind mehrere hohe Beamte belegt. Kares hatte die Oberaufsicht über die Güter der Königin Ahhotep und besaß in Abydos ein Scheingrab in der Nähe zum Heiligtum des Osiris. Der Schatzmeister Jamu leitete eine Expedition in den Sinai und beaufsichtigte die Arbeiten am Hathor-Heiligtum in Serabit el-Chadim. Als Architekten sind Panjati, Oberbaumeister des Amuntempels in Karnak, und Ineni bekannt, der das Tal der Könige als Begräbnisplatz für die Herrscher des Neuen Reiches eröffnete.
Als Hohepriester des Amun kommen Minmonth und Parenefer in Frage, obwohl beide zeitlich nicht genau eingeordnet werden können. Ebenso unsicher ist das Amt des Wesirats, das von Tetinefer, Imhotep oder Ahmose-Amas bekleidet wurde. Seniu diente in Deir el-Bahari als Güterverwalter des früh verstorbenen Prinzen Amenemhet. Gouverneur der Stadt Theben war Seni. Als Vizekönig von Kusch setzte Amenophis Turi ein, wie aus einer Darstellung im Tempel in Uronarti deutlich wird. Ein gewisser Wah war königlicher Haushofmeister, seine Mumie fand man im Grab TT22 in Korna.

### Tod und Nachfolge
Amenophis I. verstarb am 19. oder 20. Tag des 3. Peret-Monats – wahrscheinlich in seinem 20. Regierungsjahr. Die Inthronisation von Thutmosis I. erfolgte wenig später am 21. Tag. Einiges spricht dafür, dass Thutmosis bereits in den letzten Regierungsjahren seines Vorgängers als Mitregent eingesetzt wurde. Auf einem Schrein für den Reichsgott Amun aus Karnak erscheint Thutmosis neben dem amtierenden Amenophis beim Götterkult in vollem königlichen Ornat. Eine Mitregentschaft lässt sich hier nur ablesen, falls die Dekoration des Götterschreines bereits unter Amenophis fertiggestellt wurde.
Da Amenophis ohne männlichen Nachfolger blieb, läutete sein Tod einen tatsächlichen Dynastiewechsel innerhalb der 18. Dynastie ein (entgegen der in der Ägyptologie üblichen Dynastieeinteilung, die auf Manetho zurückgeht). Über die Herkunft seines Nachfolgers Thutmosis ist wenig bekannt. Er legitimierte seine Herrschaft durch Heirat mit der Prinzessin Ahmes, die wahlweise als Tochter von Ahmose I. oder Amenophis I. angesehen wird. Ihre Herkunft ist in der Forschung umstritten, sie trug zwar den Titel einer Königsschwester und Königsmutter, aber nicht den einer Königstochter.

## Kulturelle Errungenschaften

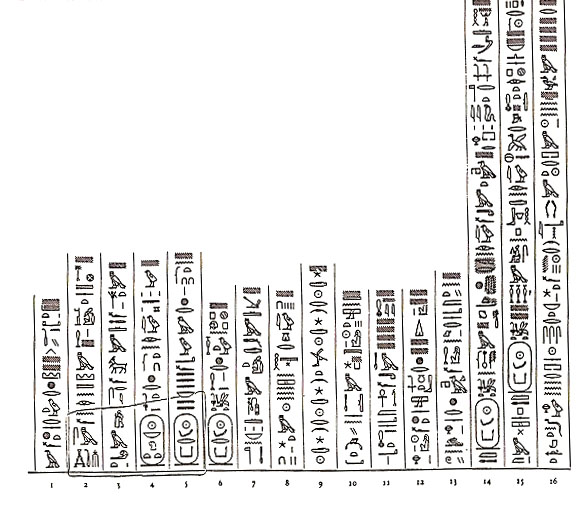
Beschreibung der Erfindung einer Wasseruhr im Grab des Amenemhet

Ägypten stand im Zeichen neuer kultureller und wirtschaftlicher Blüte. In dieser Zeit entstand die Inschrift eines Amenemhet über die Konstruktion einer Wasseruhr. Die frühere traditionelle zeitgleiche Datierung der Abfassung des Papyrus Ebers bezog sich auf die Ansetzung von Karl Richard Lepsius. Letzter Vertreter dieser These war Kenneth A. Kitchen. Beide Ägyptologen beriefen sich bei ihrer Annahme auf den vermerkten Sirius-Aufgang.
Neuere paläografische Untersuchungen haben ergeben, dass die medizinischen Eintragungen älteren Ursprungs sind und wahrscheinlich in der Regierungszeit von Pharao Ahmose niedergeschrieben wurden und mögliche Abschriften von älteren Vorlagen repräsentieren.
Zur Zeit von Amenophis lebte vermutlich auch ein bedeutender Theologe und Dichter, der das Amduat, ein religiöses Unterweltsbuch verfasste. Es gilt als das erste vollständig illustrierte Buch in der Geschichte der Menschheit und handelt von der nächtlichen Fahrt des Sonnengottes Re durch die Unterwelt. Es ist in zwölf Abschnitte unterteilt, die die Erlebnisse zu jeder vollen Nachtstunde schildern. Die früheste bekannte Version findet sich als Wandgemälde in KV20, dem Grab von Amenophis Nachfolger Thutmosis I.

## Nach dem Tod

### Bestattung und Grab
Die Bestattung von Amenophis Leiche erfolgte wenige Monate nach seinem Tod am 27. Tag des 1. Monats der Schemu-Jahreszeit. Sein Nachfolger Thutmosis I. ließ alle nötigen Kulthandlungen und Bestattungsfeierlichkeiten durchführen.
Über die genaue Lage des Grabes ist nichts bekannt. Eine Inspektion der Königsgräber zur Zeit von Grabplünderungen in der 20. Dynastie vermerkte, dass das Grab von Amenophis inspiziert und unzerstört vorgefunden wurde:

„Der ewige Horizont des Königs Djoser-ka[-re] Leben! Reichtum! Gesundheit! dem Sohn des Re Amenhotep [I.] Leben! Reichtum! Gesundheit! welcher 120 Ellen ausgehend vom ahay seines sogenannten pa a-ka im Norden des Tempels des Gartens Amenhoteps Leben! Reichtum! Gesundheit! mißt […] Er wurde heute untersucht und von besagten Inspektoren für intakt befunden“

Bei dem erwähnten ahay handelt es sich um einen markanten geographischen Punkt. Der Begriff bedeutet „etwas Hervorragendes“ und wird als „Stele“ übersetzt. Der ahay und der Tempelgarten konnten bisher nicht eindeutig identifiziert werden.
Bisher werden drei mögliche Kandidaten für das Grab von Amenophis I. in Erwägung gezogen: die in Dra Abu el-Naga befindlichen Gräber K93.11 und AN B, sowie KV39 im Tal der Könige.
KV39 liegt weit südlich am Rande des Königsgräbertales. Es wurde zunächst als normales Korridorgrab begonnen, dann nach der ersten Kammer aufgegeben und später erheblich erweitert. Am Boden der Südkammer befindet sich eine Ausschachtung am Boden zur Aufnahme des Sarges, die architektonisch an Gräber vor der Zeit des Neuen Reiches erinnert. Ungünstig für das Grab ist der Fund von Königskartuschen der Könige Thutmosis I., Thutmosis II. und Amenophis II., die allesamt später in der 18. Dynastie regierten. Zudem gibt es im Umfeld keinen Hinweis auf einen „Tempel des Gartens Amenhoteps“, wie er im Papyrus Abbott erwähnt wird.
Das von Howard Carter untersuchte Grab AN B befindet sich in Dra Abu el-Naga, wo man viele Herrscher und königliche Familienangehörige der 17. und beginnenden 18. Dynastie bestattete. Vermutlich ist es ein Königinnengrab, das man nachträglich für die Aufnahme einer Königsbestattung erweiterte. Ein Brunnenschacht in der Mitte des Doppelgrabes ist charakteristisch für Königsgräber des gesamten Neuen Reiches. Zudem fanden Archäologen Fragmente von Steingefäßen, die besonders häufig die Namen von Ahmose Nefertari und ihres Sohnes Amenophis tragen. Beide galten als Schutzgötter der thebanischen Nekropole, die die Ägypter zusammen weiter südlich in einem eigenen Totentempel („Meniset“) verehrten. Rätselhaft bleibt ein ebenfalls in dem Grab aufgefundener kleiner steinerner Königskopf aus der Thutmosidenzeit.

### Totenkult

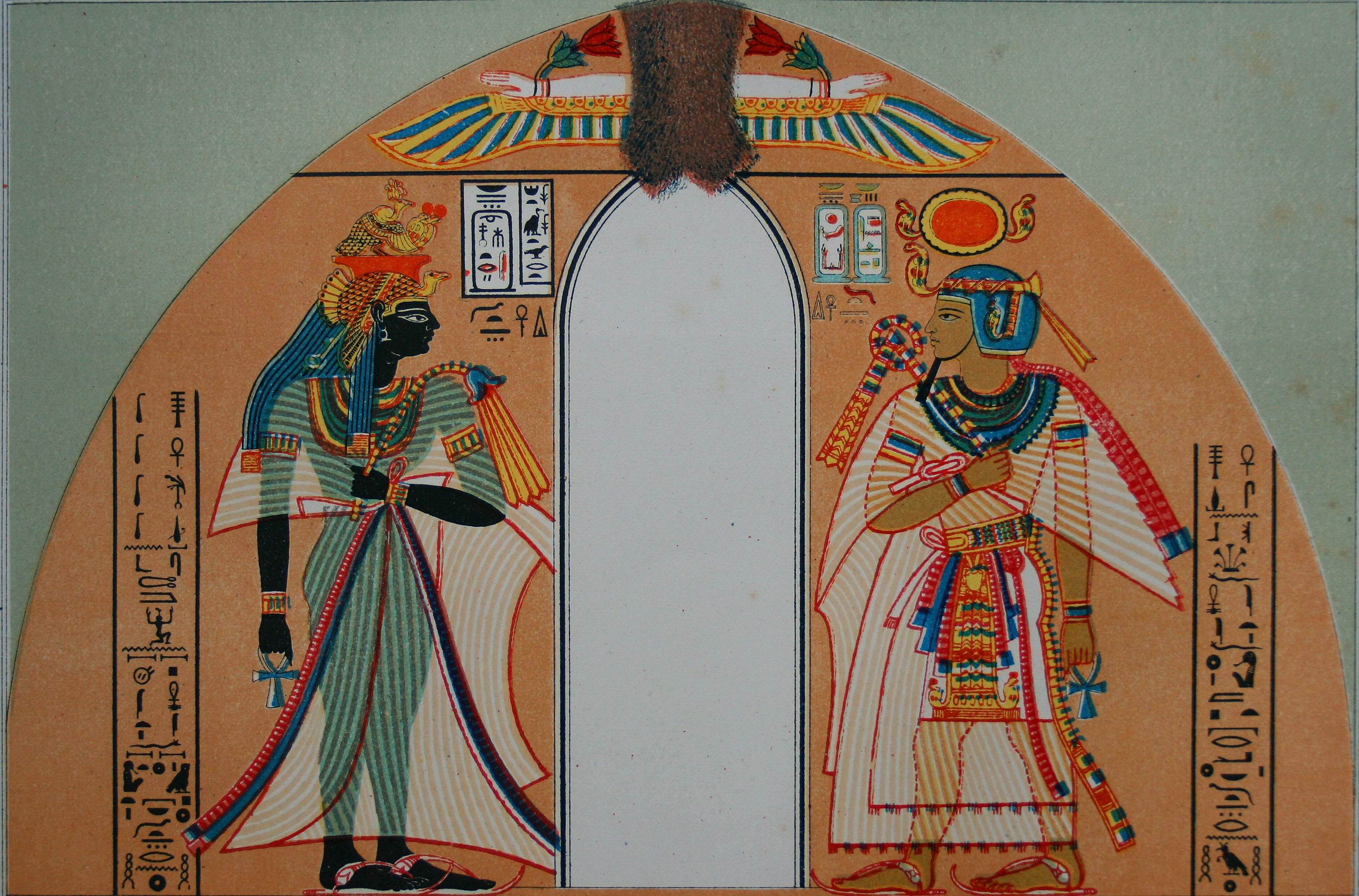
Amenophis I. mit seiner Mutter Ahmes-Nefertari

Zusammen mit seiner Mutter gilt Amenophis I. möglicherweise als Gründer des Arbeiterdorfes bei Deir el-Medina, wo ihnen zu Ehren ein Tempel errichtet wurde. In der Ramessidenzeit wurden beide als lokale Schutzgottheiten der thebanischen Nekropole verehrt, Sethos I. ließ einen weiteren Tempel für sie bauen. Der Kult von Amenophis I. und Ahmose-Nefertari wurde 800 Jahre lang fortgeführt und überlebte bis in die 25. Dynastie hinein.

### Mumie

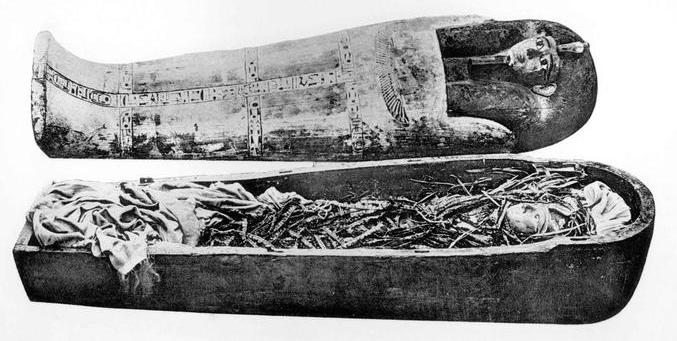
Sarg und Mumie.

Amenophis’ Mumie wurde 1881 zusammen mit anderen Königsmumien in der Cachette von Deir el-Bahari (DB320) entdeckt.
Der Hohepriester des Amun Pinudjem I. ließ die Mumie im sechsten Jahr von Pharao Smendes I. instand setzen und in einen Ersatzsarg umbetten. Zehn Jahre später erfolgte eine erneute Instandsetzung und die Mumie gelangte möglicherweise in das Grab der Ahmose Inhapi (WNA) in Deir el-Bahari. Dort befand sie sich noch im Jahr 10 von Siamun und wurde anschließend unter Scheschonq I. endgültig nach DB320 transferiert.
Da sich die Königsmumie in einem sehr guten Zustand befand und kompliziert bandagiert war, entschied man sich Ende des 19. Jahrhunderts gegen eine Auswicklung. Die Mumie befindet sich seit 1902 im Ägyptischen Museum von Kairo und trägt die Inventarnummer JE 26211 bzw. CG61058.

#### Alter
Aufgrund von Röntgenuntersuchungen wurde das Alter 1932 auf ca. 40 bis 50 und 1967 aufgrund des guten Zustands der Zähne auf ca. 25 Jahre geschätzt. CT-Untersuchungen, die von Sahar Saleem und Zahi Hawass im Jahr 2021 publiziert wurden, schätzen das Alter auf 35 Jahre. Die Schätzung basiert auf der Analyse der Epiphysis ossis aller Röhrenknochen, der Struktur der Oberfläche der Schambeinfuge, dem Umstand eines vollständigen Gebisses mit allen drei Molaren sowie schwachem Abrieb an allen Zähnen im Ober- und Unterkiefer.

#### Körpergröße
Den mittlerweile als überholt geltenden, 1967 stattgefundenen Untersuchungen zufolge war der König mehr als 1,80 Meter groß, was für einen alten Ägypter überdurchschnittlich groß wäre. Neuere Untersuchungsergebnisse, deuten auf eine Körpergröße von 165,5 bis 171,5 cm hin. Die Ermittlung der Körpergröße basiert hierbei auf der Vermessung des Skeletts mittels CT. Das Skelett weist eine Vielzahl an Knochenbrüchen auf, daher wurde die Größe auf Basis der gemessenen Größe von 161,5 cm sowie der Länge eines intakten Schienbeinknochens extrapoliert.

## Datierung

### Regierungslänge
Die Länge von Amenophis Regierungszeit ist nicht ganz gewiss. Die verschiedenen Fassungen von Manetho geben ihm 20 Jahre und 7 Monate bis 24 Jahre. Das höchste bekannte Regierungsjahr ist das Jahr 20. Es ist durch ein Besuchergraffito im alten Djoser-Bezirk in Sakkara bezeugt. Der Astronom und Wasseruhrerfinder Amenemhet vermerkte in seiner Biographie hingegen, 21 Jahre unter Amenophis gelebt zu haben.
Einige Ägyptologen vermuten, dass Amenophis I. seine Regierungsjahre von Beginn der Mitregentschaft an zählte, die er mit seinem Vater hatte. Denkbar wäre auch, dass er 27 Jahre regierte, die sechs Jahre seiner Mitregentschaft aber nicht mitzählte. Amenophis I. beging während seiner Amtszeit ein Sedfest, für das er eigens einen Kiosk errichten ließ. Es wird ebenso in der Biographie des thebanischen Höflings Amenemhet und auf einem beschrifteten Block aus dem Totentempel des Königs erwähnt. Die Feier fand noch vor dem gewohnten 30. Regierungsjahr statt.

### Ebers-Kalender und heliakischer Aufgang des Sirius
Auf der Rückseite des Papyrus Ebers findet sich ein Kalender aus dem 9. Regierungsjahr des Herrschers, der die aktuellen Daten der drei ägyptischen Jahreszeiten und das genaue Datum vom heliakischen Aufgang des Sirius enthält. Dieser sogenannte Ebers-Kalender bildet einen wichtigen Hauptpfeiler für die absolute Chronologie des Neuen Reiches.
Der im Ebers-Kalender genannte Zeitraum des heliakischen Aufganges von Sirius im 9. Jahr des Amenophis I. entspricht unter anderem der Ansetzung von Jürgen von Beckerath, der unter Zurechnung der zurückgelegten acht Jahre den Regierungsantritt auf das Jahr 1525 v. Chr. legte.

### 9. Regierungsjahr
| Heliakischer Aufgang des Sirius im 9. Regierungsjahr von Amenophis I. |                               |                                     |                       |
| Beobachtungsort                                                       | Ägyptisches Datum             | Gregorianischer Kalender            | Mögliche Jahre        |
| Memphis                                                               | 9. Schemu III (1. Schemu III) | 2. bis 3. Juli (24. bis 25. Juni)   | 1537 bis 1534 v. Chr. |
| Elephantine                                                           | 9. Schemu III (1. Schemu III) | 26. bis 27. Juni (18. bis 19. Juni) | 1517 bis 1514 v. Chr. |

Die Sirius-Daten verweisen zum Anfang des Neuen Reichs eventuell auf den Beobachtungsort Elephantine, der später nach Memphis verlegt worden sein könnte. Der bisherige Ansatz von Erik Hornung, der Memphis als Beobachtungsort vorschlug, ging von der Annahme aus, dass das erste Regierungsjahr von Ramses II. 1290 v. Chr. begann.
Die Auswertungen weiterer Papyri-Funde veranlasste die Ägyptologen, das erste Regierungsjahr von Ramses II. auf 1279 v. Chr. zu verlegen. Dieser Umstand lässt sich nicht mehr mit Memphis als Beobachtungsort in der Chronologie Hornungs vereinbaren. Die Vorschläge zur Bestimmung des alten Aufzeichnungsortes konzentrierten sich deshalb auf Elephantine oder Assuan.
Für Memphis als Beobachtungsort von Sirius spricht der Eintrag auf einer Wasseruhr aus der Zeit von Amenophis III. Dort ist die kürzeste Nacht des Jahres im zweiten Schemu-Monat dokumentiert. Die entsprechenden Angaben verweisen auf die Zeit des Wasseruhrerfinders Amenemhet, die während der Regierungszeit von Amenophis I. erstmals Erwähnung fand. In seiner Regierungszeit wäre bei Elephantine als Beobachtungsort die kürzeste Nacht des Jahres jedoch in den dritten Schemu-Monat gefallen.

### Allgemeiner Überblick
- Darrell D. Baker: The Encyclopedia of the Egyptian Pharaohs. Band I: Predynastic to the Twentieth Dynasty (3300–1069 BC) Bannerstone Press, London 2008, ISBN 978-1-905299-37-9, S. 36–39.
- Erik Hornung: Amenophis I. In: Wolfgang Helck (Hrsg.): Lexikon der Ägyptologie (LÄ). Band I, Harrassowitz, Wiesbaden 1975, ISBN 3-447-01670-1, Sp. 201–203.
- Susanne Martinssen-von Falck: Die großen Pharaonen. Vom Neuen Reich bis zur Spätzeit. Marix, Wiesbaden 2018, ISBN 978-3-7374-1057-1, S. 43–48.
- Franz-Jürgen Schmitz: Amenophis I.: Versuch einer Darstellung der Regierungszeit eines ägyptischen Herrschers der frühen 18. Dynastie. Gerstenberg, Hildesheim 1978, ISBN 3-8067-8032-3.
- Thomas Schneider: Lexikon der Pharaonen. Albatros, Düsseldorf 2002, ISBN 3-491-96053-3, S. 58–60.

### Datierung und Chronologie
- Alfred Grimm: Zur kalendarischen Fixierung des jhhj-(Freuden-)Festes nach dem Kalender des Königs Amenophis I. aus Karnak. In: Göttinger Miszellen. (GM) Band 143, Göttingen 1994, S. 73–76.
- Erik Hornung: The New Kingdom. In: Erik Hornung, Rolf Krauss, David A. Warburton (Hrsg.): Ancient Egyptian Chronology (= Handbook of Oriental studies. Section One. The Near and Middle East. Band 83). Brill, Leiden / Boston 2006, ISBN 978-90-04-11385-5, S. 197–217 (Online).
- Bernd Jankowski, Gernot Wilhelm: Texte aus der Umwelt des Alten Testaments (TUAT), Band 1 – Neue Folge. Gütersloher Verlagshaus, Gütersloh 2004, ISBN 3-579-05289-6.
- Rolf Krauss: Sothis- und Monddaten: Studien zur astronomischen und technischen Chronologie Altägyptens. Gerstenberg, Hildesheim 1985, ISBN 3-8067-8086-X.
- Jean Meeus, Denis Savoie: The history of the tropical year. In: The journal of the British Astronomical Association. Band 102, Nr. 1, 1992 (bibcode:1992JBAA..102...40M).
- Richard Anthony Parker: The calendars of ancient Egypt. Chicago Press, Chicago 1950.

### Familie
- Gay Robins: Amenhotpe I and the child Amenemhat. In: Göttinger Miszellen. (GM) Band 30, Göttingen 1978, S. 71–76.

### Grab und Mumie
- Daniel Polz: The Location of the Tomb of Amenhotep I: A Reconsideration. In: Richard H. Wilkinson (Hrsg.): Valley of the Sun Kings; New Explorations in the Tombs of the Pharaohs; Papers from the University of Arizona International Conference on the Valley of the Kings, [1994]. Kmt Communications, University of Arizona Egyptian Expedition 1995, ISBN 0-9649958-0-8, S. 8–21 (uni-heidelberg.de).
- Nicholas Reeves, Richard H. Wilkinson: Das Tal der Könige. Geheimnisvolles Totenreich der Pharaonen. Bechtermünz, Augsburg 2000, ISBN 3-8289-0739-3, S. 88–90.
- John Rose: Tomb KV 39 in the Valley of the Kings: A Double Archaeological Enigma. Western Academic & Specialist Press, Bristol 2000, ISBN 0-9535418-2-7.
- George B. Johnson: Where was Amenhotep I buried? Three Candidates for His Tomb. In: KMT, a modern journal of ancient Egypt. Band 14/4. Kmt Communications, 2003, ISSN 1053-0827, S. 54–70.

### Kunst und Religion
- Hartwig Altenmüller: Amenophis I. als Mittler. In: Mitteilungen des Deutschen Archäologischen Instituts, Abteilung Kairo. (MDAIK) Band 37, von Zabern, Mainz 1981, S. 1–7 (online).

### Totenkult
- Ashraf I. Sadek: Glimpses of Popular Religion in New Kingdom Egypt. I. Mourning for Amenophis I at Deir el-Medina. In: Göttinger Miszellen. Band 36, Göttingen 1979, S. 51–56.
- Zibigniew E. Szafranski: Buried Statues of Mentuhotep II Nebhepetre and Amenophis I at Deir el-Bahari. In: Mitteilungen des Deutschen Archäologischen Instituts, Abteilung Kairo. Band 41, von Zabern, Mainz 1985, S. 257–263.
- Alexandra von Lieven: Kleine Beiträge zur Vergöttlichung Amenophis' I./1: Amenophis I. auf schildförmigen Mumienamuletten. In: Revue d’égyptologie (RdE). Band 51. Peeters, Paris 2000, S. 103–121.
- Alexandra von Lieven: Kleine Beiträge zur Vergöttlichung Amenophis’ I./2 : Der Amenophis-Kult nach dem Ende des Neuen Reiches. In: Zeitschrift für ägyptische Sprache und Altertumskunde (ZÄS). Band 128. Akademie-Verlag, 2001, ISSN 0044-216X, S. 41–64.
- Gabriele Hollender: Amenophis I. und Ahmes Nefertari : Untersuchungen zur Entwicklung ihres posthumen Kultes anhand der Privatgräber der thebanischen Nekropole (= Sonderschrift des Deutschen Archäologischen Instituts. Abteilung Kairo (SDAIK). Band 23). de Gruyter, Berlin / New York 2009, ISBN 978-3-11-020461-2.